# Mislav Oršić
Mislav Oršić, né le 29 décembre 1992 à Zagreb, est un footballeur international croate qui évolue au poste d'ailier gauche ou de milieu offensif au Paphos FC.

## Biographie

### En club
Mislav Oršić évolue dans plusieurs pays : en Croatie, en Italie, en Slovénie, en Corée du Sud, et en Chine.
Le 13 mai 2010, il est l'auteur d'un triplé dans le championnat de Croatie avec l'Inter Zaprešić, face au Lokomotiva Zagreb (victoire 4-2). Par la suite, lors de la saison 2012-2013, il inscrit 11 buts dans ce même championnat, avec cette même équipe. Il est l'auteur de deux doublés cette saison-là, sur les pelouses du Slaven Belupo et du Lokomotiva Zagreb. 
Il inscrit à deux reprises dix buts en première division sud-coréenne, en 2015 puis en 2017. Le 26 juillet 2015, il est l'auteur d'un doublé face au Jeju United, avec le club du Jeonnam Dragons (victoire 3-1). Par la suite, le 9 septembre 2017, il est l'auteur d'un triplé face au Sangju Sangmu, avec le club d'Ulsan Hyundai (victoire 4-2).
Avec l'équipe d'Ulsan Hyundai, il participe à deux reprises à la Ligue des champions d'Asie, en 2017 puis en 2018. En 2017, il inscrit un doublé contre le club australien de Brisbane Roar. En 2018, il marque deux doublés, une nouvelle fois face à une équipe australienne, le Melbourne Victory. Son équipe s'incline en huitièmes de finale face au Suwon Bluewings.
Avec le Dinamo Zagreb, il est l'auteur d'un triplé dans le championnat de Croatie le 2 février 2019, lors de la réception du NK Rudeš (victoire 7-2). La même saison, il atteint les huitièmes de finale de la Ligue Europa, en étant battu par le Benfica Lisbonne. Oršić inscrit trois buts lors de cette Ligue Europa.
Le 18 septembre 2019, il inscrit avec le Dinamo un triplé en phase de groupe de la Ligue des champions, face à l'Atalanta Bergame (victoire 4-0).
Le 18 mars 2021, il élimine à lui seul le Tottenham de José Mourinho, en inscrivant un triplé en huitième de finale retour d'Europa League (victoire 3-0 après prolongations).
Le 6 janvier 2023, il quitte officiellement le Dinamo Zagreb pour Southampton FC à l'occasion de ce mercato d'hiver. Il signe jusqu'en juin 2025 pour 8 millions d'euros (bonus compris).
Le 30 juin 2023, il rejoint Trabzonspor.

### En sélection
Avec les espoirs, il inscrit un but contre le Liechtenstein en octobre 2013, lors des éliminatoires de l'Euro espoirs 2015 (victoire 4-0).
Le 6 septembre 2019, il figure pour la première fois sur le banc des remplaçants de l'équipe nationale A, sans entrer en jeu, lors d'un match contre la Slovaquie rentrant dans le cadre des éliminatoires de l'Euro 2020. Il effectue finalement ses débuts officiels trois jours plus tard, contre l'Azerbaïdjan, lors de ces mêmes éliminatoires. Il joue quatre minutes lors de cette rencontre et les deux équipes se neutralisent (1-1). 
Convoqué pour participer à l'Euro 2020, il réduit le score lors du 1/8e de finale face à l'équipe d'Espagne avant d'être à l'origine du but égalisateur de Mario Pašalić dans le temps additionnel. Toutefois, après les prolongations, les croates seront éliminés de la compétition. 
Le 9 novembre 2022, il est sélectionné par Zlatko Dalić pour participer à la Coupe du monde 2022. Durant la compétition, il marquera un but lors du match pour la 3e place face au Maroc.

## Palmarès

### En club
- Ulsan Hyundai
- Vainqueur de la Coupe de Corée du Sud en 2017
- Dinamo Zagreb.
- Champion de Croatie en 2019, 2020, 2021 et 2022
- Vainqueur de la Coupe de Croatie en 2022 et finaliste en 2019
- Vainqueur de la Supercoupe de Croatie en 2019 et 2022

### En sélection nationale
Croatie
- Troisième de la Coupe du monde en 2022.